# دكروة ثلاثية القلم
دكروة ثلاثية القلم (الاسم العلمي:Dichroa tristyla) هي نوع من النباتات تتبع جنس الدكروة من الفصيلة الهدرانجية.